# 1363 Herberta
1363 Herberta (1935 RA) là một tiểu hành tinh vành đai chính được phát hiện ngày 30 tháng 8 năm 1935 bởi Delporte, E. ở Uccle.